# Financial Times Global 500

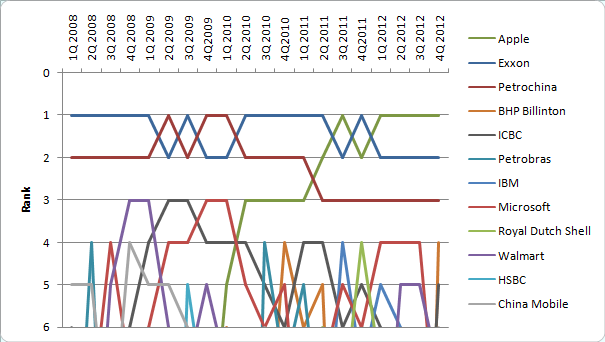
Gráfico das classificações das empresas na lista trimestral Forbes 500.

A Financial Times Global 500 é um ranking das maiores empresas do mundo. Este ranking tem por base o valor de mercado na data do ranking.